# Club Unión San Vicente
El Club Unión San Vicente es un club de fútbol de la ciudad de Córdoba, Argentina. Fue fundado el 24 de febrero de 1980. Compite en la Liga cordobesa de fútbol. Es el representante del Barrio San Vicente de la Ciudad de Córdoba, teniendo también influencia en el Barrio Acosta, donde se ubica su estadio. Este club surgió a partir de la fusión de los clubes Palermo y Lavalle, representantes de ambos barrios.
Juega de local en el Estadio La Talquera, heredado del Club Atlético Lavalle y ubicado en Río Uruguay y Pasaje Los Paraísos, en el Barrio Acosta de la Ciudad de Córdoba. A su vez, posee otras instalaciones repartidas entre los barrios San Vicente y Acosta, heredados del Club Palermo.
Su clásico rival es el Club Atlético General Paz Juniors, rivalidad motivada por la cercanía física de los estadios y las áreas de influencia de ambos clubes. Otra rivalidad, es la mantenida con el Club Atlético Bella Vista, representante del barrio homónimo.

## Historia
Unión San Vicente nace producto de la fusión de dos clubes del barrio: Palermo (1921) y Lavalle (1927). La primera comisión directiva estuvo presidida por el contador Juan Rodolfo Cipollini y el color naranja surgió por consenso general, que asemejaba a Holanda.
En su primera participación como Unión San Vicente, clasificó para disputar el Nacional del año 1980, pero la plaza fue vendida a Instituto.  Con esos fondos económicos se realizó una pileta y se amplió el polideportivo (antiguo estadio de Palermo).
En los años subsiguientes, Unión logró clasificar a los nacionales 1982, 1983 y 1984 convirtiéndose en uno de los principales clubes de Córdoba.
Una vez reestructurado el fútbol argentino con la creación de la Primera B Nacional, el Torneo del Interior tuvo a USV como uno de sus grandes protagonistas que año tras año buscó llegar al fútbol grande de Argentina, pero siempre quedó relegado.
Su último título fue el torneo de Primera de la Liga cordobesa de fútbol 2011.

## Uniforme
- Uniforme titular: camiseta naranja, pantalón negro y medias negras.

- Uniforme alternativo: camiseta negra con vivos naranjas, pantalón naranja y medias negras con vivos naranjas.

## Rivalidad

### General Paz Juniors
A nivel de liga, Unión San Vicente mantiene una fuerte rivalidad con el Club Atlético General Paz Juniors. Esto se debe a la cercanía física de los territorios de ambos clubes, ya que los barrios General Paz y Juniors (en este último, donde se ubica el Estadio Carlos Lacasia, propiedad de GPJ) se encuentran en la margen norte del Río Suquía, mientras que los barrios San Vicente y Acosta (este último, hogar del Estadio La Talquera de USV) se encuentra en la margen sur. A esto se le suma la cercanía física de los estadios de ambos clubes y de sus respectivos predios deportivos.

## Palmarés

### Torneos Locales
- Primera División de la Liga Cordobesa (5): 1982, 1983, 1992, 2001, 2011

- 1962 - Competencia (como Lavalle).
- 1981 - Campeón provincial.
- 1982 - Campeón oficial
- 1983 - Campeón oficial
- 1990 - Clasificatorio
- 2001 - Apertura
- 2001 - Anual
- 2011 - Anual